# Anders Ljungberg
Pour les articles homonymes, voir Ljungberg.
Anders Ljungberg est un footballeur suédois né le 12 juillet 1947. Il évoluait au poste de milieu central.

## Biographie

### En club
Anders Ljungberg commence sa carrière avec Malmö,.
Il réalise le doublé Coupe/Championnat de Suède en 1967.
De 1969 à 1971, il est joueur du Åtvidabergs FF,.
Il remporte avec ce club deux Coupes de Suède en 1970 et 1971.
En 1972, Ljungberg revient à Malmö,.
Avec Malmö, il est sacré trois fois Champion de Suède et remporte quatre fois la coupe nationale.
Lors de son passage avec le club, il est amené à disputer la Coupe des clubs champions, la Coupe UEFA et la Coupe des vainqueurs de coupe.
Lors de la campagne de Coupe des clubs champions en 1978-79, il prend part à 7 matchs. Il inscrit un triplé contre le Wisła Cracovie en quarts de finale retour. Il est titulaire lors de la finale contre Nottingham Forest perdue 0-1,.
Malmö dispute la Coupe intercontinentale 1979 contre le Club Olimpia : Ljungberg joue la finale aller, le club suédois perd la double-confrontation 3-1 sur les deux matchs,.
Après un passage au IF Limhamn Bunkeflo (en) en 1979, il évolue sous les couleurs du Landskrona BoIS de 1979 à 1981,.
Il est joueur de l'Örebro SK avant de raccrocher les crampons en 1982,.

### En équipe nationale
International suédois, il reçoit huit sélections en équipe de Suède pour un but marqué entre 1969 et 1977,.
Son premier match en sélection a lieu le 18 février 1969 contre Israël (victoire 3-2 à Tel-Aviv) en amical.
Il inscrit un but lors d'une rencontre en Championnat nordique le 11 août 1976 contre la Finlande (victoire 6-0 à Malmö). La Suède remporte la compétition.
Son dernier match est une rencontre en amical le 27 avril 1977 contre l'Écosse (défaite 1-3 à Glasgow).

## Palmarès

### Palmarès en sélection
| Malmö FF \| - Championnat de Suède (4) : - Champion : 1967, 1974, 1975 et 1977. - Vice-champion : 1968, 1976 et 1978. - Coupe de Suède (5) : - Vainqueur : 1966-67, 1972-73, 1973-74, 1974-75 et 1977-78. \| \| - Coupe des clubs champions : - Finaliste : 1978-79. - Coupe intercontinentale : - Finaliste : 1979. \| |  | Åtvidabergs FF - Coupe de Suède (2) : - Vainqueur : 1969-70 et 1970-71.                              |
| - Championnat de Suède (4) : - Champion : 1967, 1974, 1975 et 1977. - Vice-champion : 1968, 1976 et 1978. - Coupe de Suède (5) : - Vainqueur : 1966-67, 1972-73, 1973-74, 1974-75 et 1977-78. |  | - Coupe des clubs champions : - Finaliste : 1978-79. - Coupe intercontinentale : - Finaliste : 1979. |

### Palmarès en club
Suède
- Championnat nordique (1) :
  - Champion : 1972-1977.